# Clemenceau (stacja metra)
Clemenceau – stacja metra w Brukseli, na linii 2 i 6. Zlokalizowana jest pomiędzy stacjami Delacroix i Gare du Midi/Zuidstation. Została otwarta 18 czerwca 1993.